# Mulgrave (Nueva Escocia)
Mulgrave es un pueblo canadiense situado en la provincia de Nueva Escocia.

## Superficie
Mulgrave tiene una superficie de 17,83 km².

## Demografía
En 2021, tenía 627 habitantes, una densidad poblacional de 35,2 hab./km², y 316 viviendas.